# Monastero di Thulba

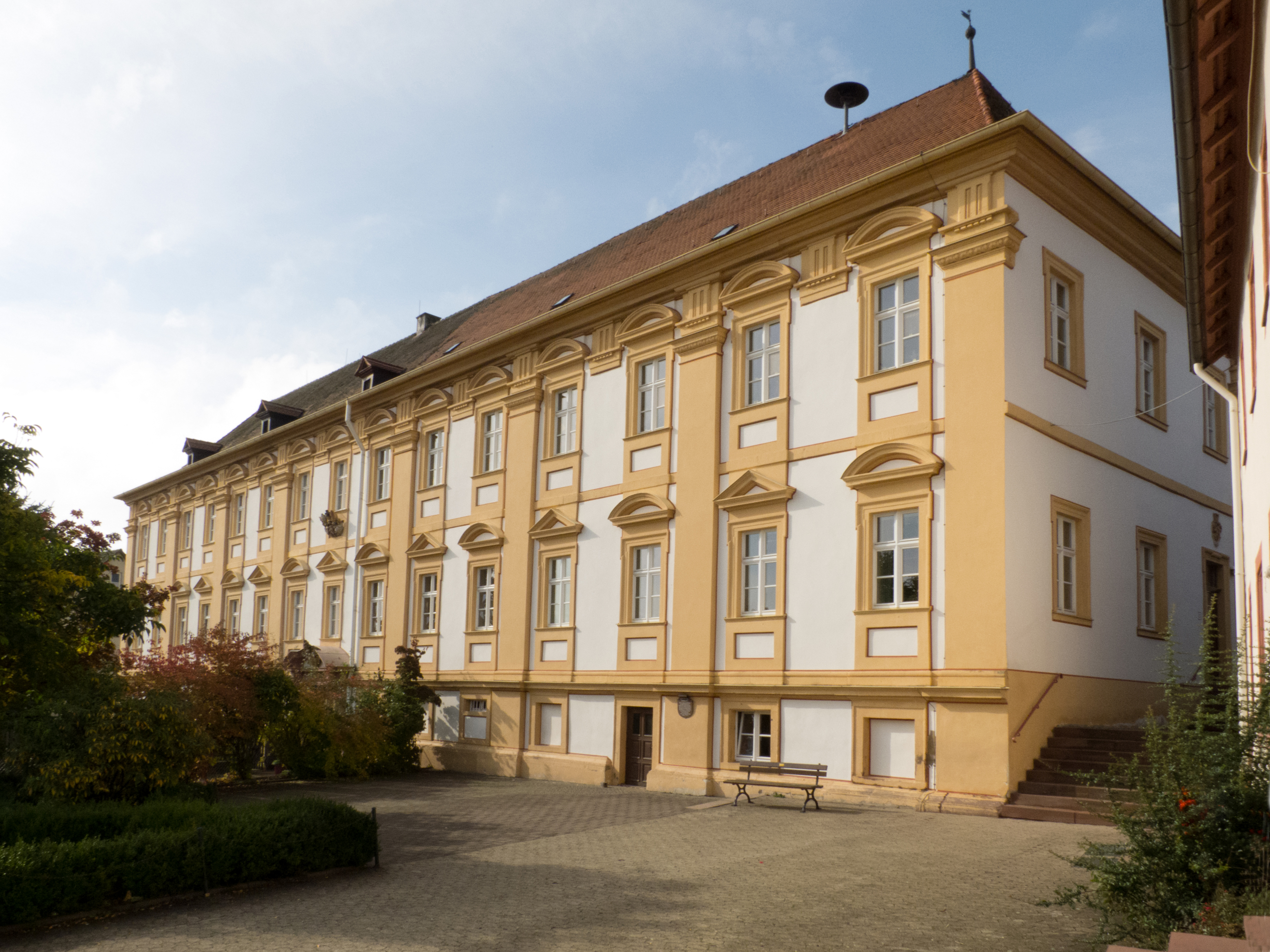
Il Palazzo Nuovo dei prevosti di Thulba

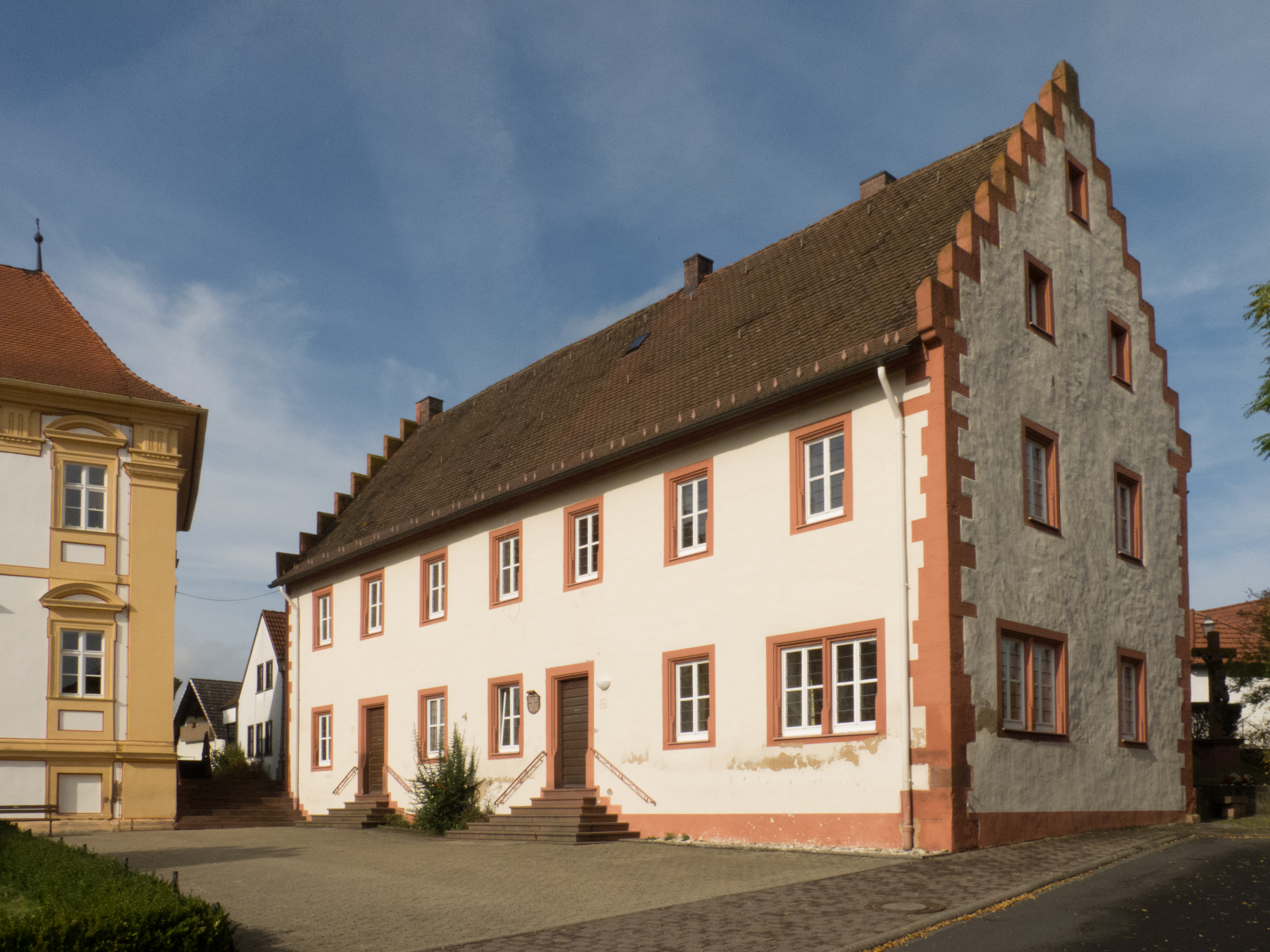
Il Palazzo Vecchio dei prevosti di Thulba

Il monastero di Thulba era un monastero benedettino situato presso Oberthulba, in Baviera, Germania.

## Storia

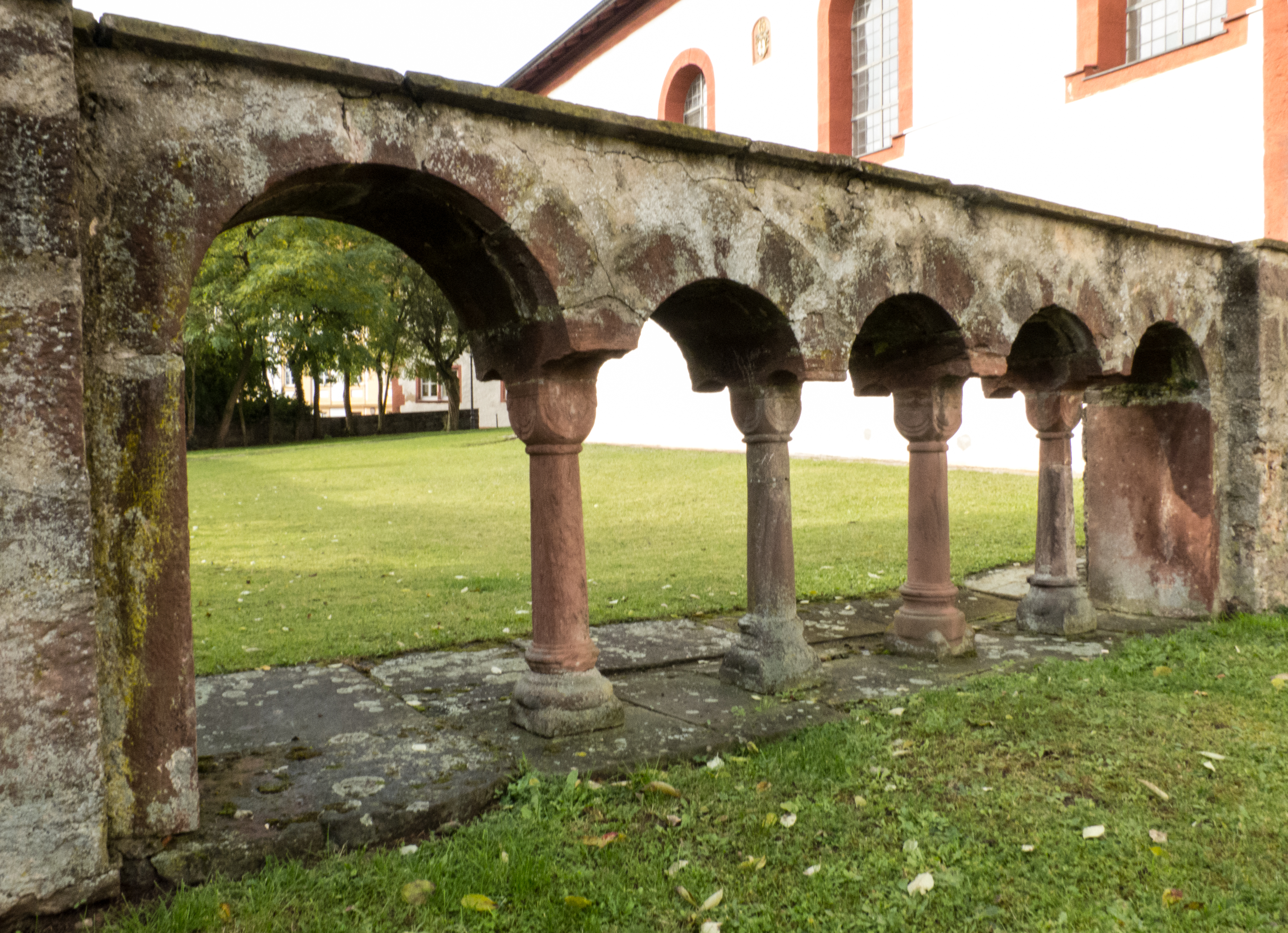
Resti del chiostro dell'antico monastero medievale

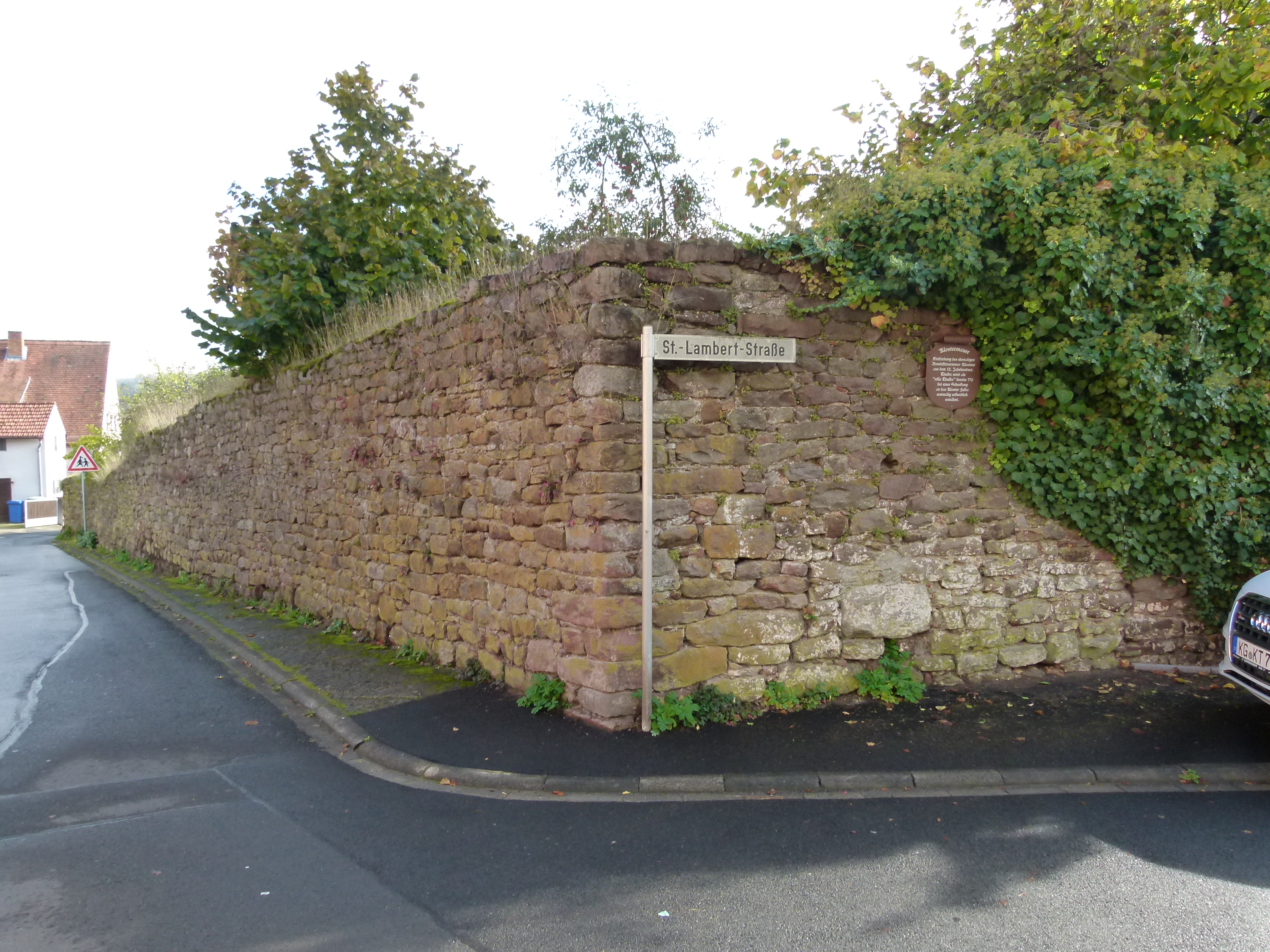
Il muro esterno dell'antico monastero medievale

La presenza della località di Thulba è attestata in documenti dell'VIII secolo (796) ed è indicata come una donazione ricevuta dall'abbazia di Fulda. Una prima chiesa sul posto venne consacrata il 2 maggio 816. Attraverso ulteriori donazioni, Thulba divenne sempre più importante per il monastero di Fulda. Quando nel 1127 Gerlach von Herlingsberg e sua moglie lasciarono la loro proprietà all'abate Enrico I di Fulda con l'obbligo di fondarvi un monastero maschile, quest'ultimo prescelse proprio Thulba ma vi istituì invece un convento di monache benedettine. Il monastero venne ufficialmente istituito nel 1141 con bolla di papa Innocenzo II e si ingrandì a tal punto nei secoli che nel XVI secolo contava ancora una cinquantina di villaggi sparsi su cui vantava pieni diritti feudali. Una badessa era a capo della vita spirituale del monastero, mentre un prevosto nominato dall'abate di Fulda si occupava dell'amministrazione secolare del possedimento, assistito da un parroco con funzioni di vicario per le parrocchie affiliate al monastero.
Durante la guerra dei contadini del 1525, il monastero e la chiesa vennero devastati e le tredici monache rimaste nell'istituzione vennero cacciate, riparando all'abbazia di Fulda.
La chiesa abbaziale di San Lamberto, ancora oggi esistente, venne costruita assieme al monastero, ma cadde in grave rovina nel XVI secolo e fu ricostruita solo dal prevosto Heinrich von Calenberg a partire dal 1629, nel pieno della Guerra dei Trent'anni. Il resto del complesso monastico venne utilizzato nei secoli successivi come cava di materiale da costruzione e ad oggi rimangono solo minime parti delle strutture precedenti. Ad oggi sono visibili ancora comunque ampie parti del muro esterno del monastero e una piccola parte del chiostro medievale.
Dopo l'abolizione del monastero, rimase comunque la prevostura per la gestione dell'enorme patrimonio dell'istituzione che rimase attiva sino alla secolarizzazione dell'istituzione nel 1802. Tra il 1701 ed il 1706, venne costruita una nuova residenza dei prevosti in sostituzione del precedente edificio, coi caratteristici tetti spioventi, che pure venne lasciato come parte del complesso ma adibito ad altri usi. Sopra l'ingresso di quello che venne chiamato il "palazzo nuovo" si trova infatti lo stemma del prevosto che avviò i lavori, Friedrich von Buttlar, accompagnato da quello dell'abate di Fulda dell'epoca, Adalbert von Schleifras.

## Elenco dei prevosti
- Arnoldo (1221)
- Corrado (1265)
- Erpho von Ehrentraut (1292-1307)
- Konrad von Tilia
- Reinhard Fink von Altenburg (1313-1330)
- Wipoto von Mulich (1331-1333)
- Friedrich von Fischborn (dopo il 1353)
- Heinrich von Rieneck (1360)
- Sibold von Wambold (?-1365)
- Johann von Strebekatz (1399–1410)
- Konrad vom Berg (?-1417)
- Gottfried von Bimbach (1417–1422)
- Reinhard von Weilnau (1446–1476)
- Johannes von Henneberg (1476–1513)
- Adolf von Biedenfeld (1513–1514)
- Valentin von Lüder (1514-1525)
- Wolfgang Theoderich von Uissigheim (1541-1550), dal 1550 anche principe-abate di Fulda, anche prevosto di Johannesberg, Petersberg, Frauenberg, già prevosto di Holzkirchen
- Johann Wolfgang Schott von Memmelsdorf (1566-?)
- Wilhelm Hartmann von Klaur (Klauer) zu Wohra 1566–1567, poi principe-abate di Fulda e prevosto di Johannesberg
- Heinrich Rau von Holzhausen (1572-1590)
- Reinhard Ludwig von Dallwig (1601–1613), anche prevosto di Holzkirchen, principe-abate di Fulda 1606–1622, anche prevosto di Johannesberg e Blankenau
- Eberhard Hermann Schutzbar (1613–1625)
- Otto Heinrich von Calenberg (1625–1639)
- Johann Michael von Hochstetten (1651–1667)
- Magnus von Riedheim (1669–1677)
- Bonifaz von Ramstein (1677–1687)
- Benedikt von Rosenbusch (1687–1701), già prevosto di Blankenau, poi prevosto di Johannesberg e Andreasberg
- Konstantin von Buttlar (1701–1707), già prevosto di Holzkirchen, poi prevosto di Johannesberg
- Konrad von Mengersen (1707–1710), già prevosto di Holzkirchen, poi prevosto di Johannesberg
- Mauritius von Westphalen (1710–1721), già prevosto di Holzkirchen
- Franz von Calenberg (1721–1732), già prevosto di Blankenau
- Bonifaz von Hutten zu Stolzenberg (1732–1738), già prevosto di Holzkirchen, poi prevosto di Petersberg
- Augustin von Bastheim (1738–1750), già prevosto di Sannerz
- Vinzenz von Buseck genannt Brandt (1750–1760)
- Benedikt von Zievel (1760–1778), già prevosto di Holzkirchen e Sannerz
- Adalbert von Harstall (1778–1788), amministratore 1777–1778, ufficializzato come prevosto 1778–1788, poi principe-abate di Fulda
- Benedikt von Ostheim (1788–1794), già prevosto di Andreasberg
- Konstantin von Guttenberg (1794–1801)
- Aegil Reichlin von Meldegg (1801–1802), ultimo prevosto